# NGC 4673
NGC 4673 este o galaxie eliptică situată în constelația Părul Berenicei. A fost descoperită în 6 aprilie 1785 de către William Herschel. Se află la o distanță de 65,16 de megaparseci de Pământ.